# El constructor naval y su esposa

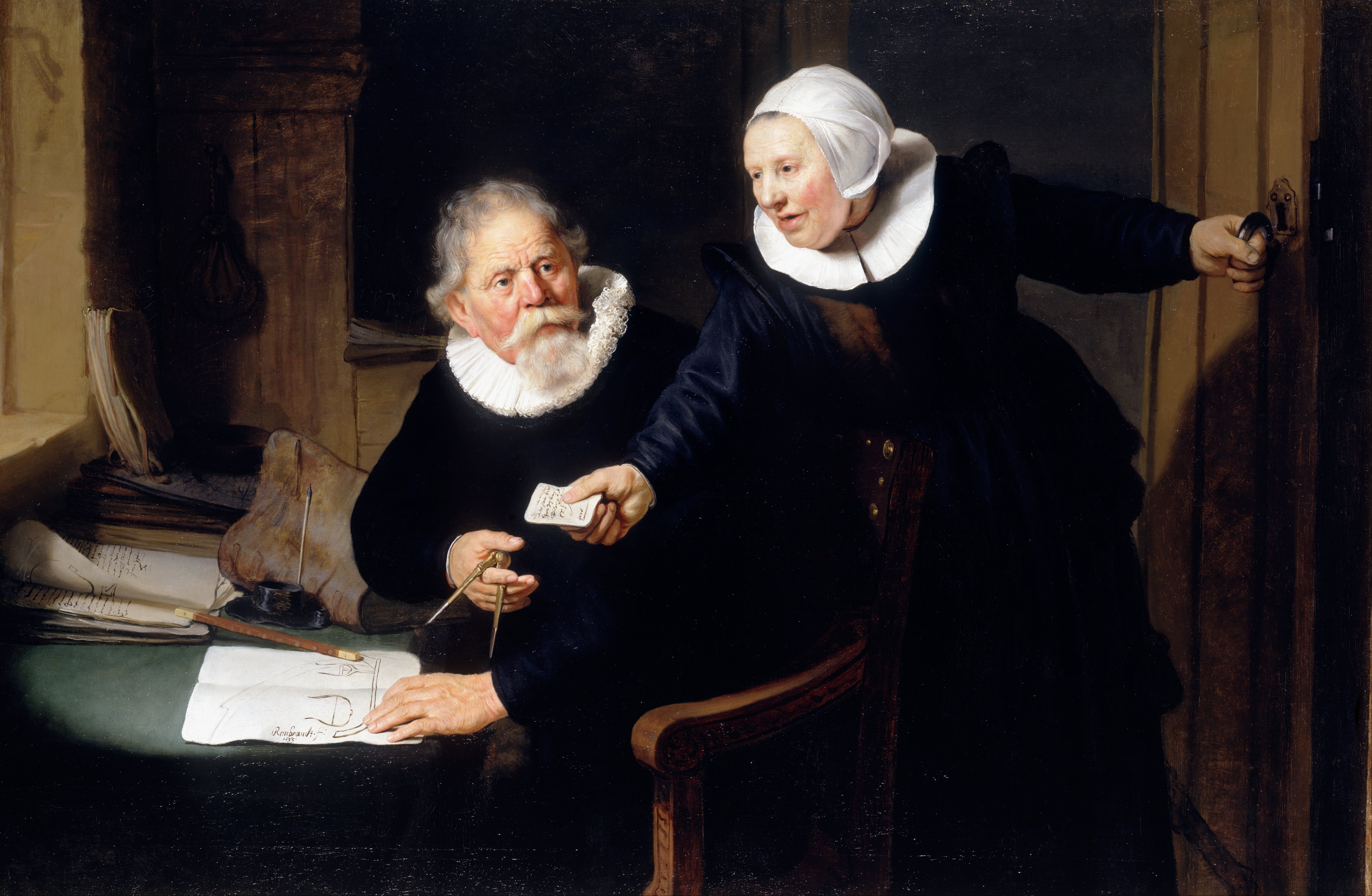
El constructor de barcos y su esposa, 1633. Colección real.

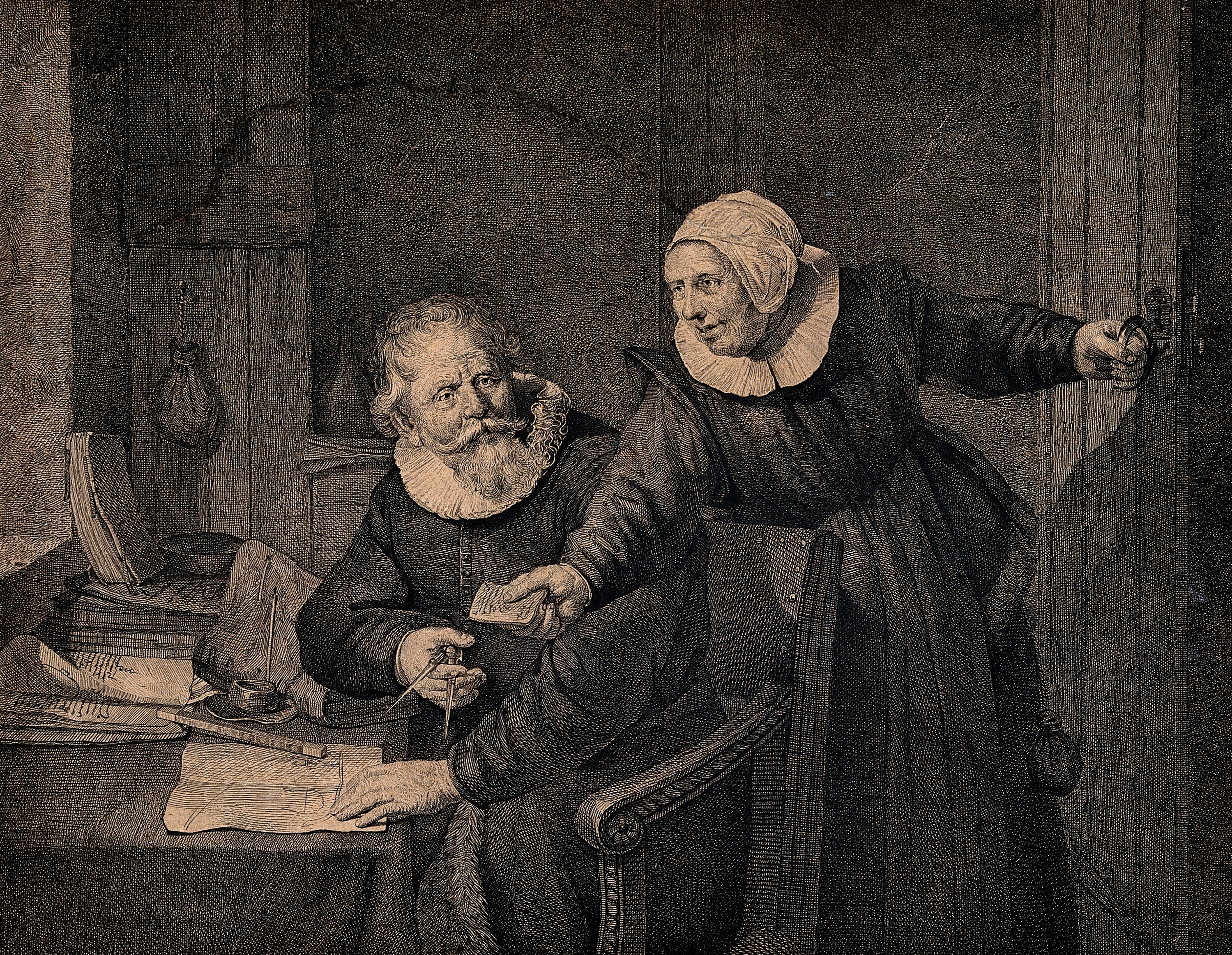
Aguafuerte por Johannes Pieter de Frey, datado hacia 1800.

El constructor naval y su esposa es una pintura de 1633 de Rembrandt. Los comitentes fueron identificados en 1970 como Jan Rijcksen (1560/2–1637) y su esposa Griet Jans Rijcksen. Rijcksen era accionista en la Compañía Neerlandesa de las Indias Orientales, y se convirtió en su principal constructor naval en 1620. La pintura se encuentra en la Colección Real desde 1811.
En esta fecha relativamente temprana, Rembrandt ya logra describir las superficies naturales de madera, cuero, tela, piel y cabello, y se ha convertido en un retratista de moda. En lugar de hacer el par de retratos separados del marido y la mujer como era la costumbre, como en su más típico Retrato de un hombre levantándose de la silla y Retrato de mujer joven con abanico, Rembrandt los combinó en un solo retrato doble, con las dos figuras interactuando. Rijcksen aparece sentado en su escritorio, donde estaba haciendo dibujos de diseños de barcos, sosteniendo el compás; cuando su esposa acaba de entrar en la habitación para entregar a su marido una nota escrita. La carta mostrada en la pintura está dirigida a "Jan ryensz" [sic].  El folio con un diseño de un barco dibujado mostrado en la mesa lleva la firma y fecha: "Rembrandt. f: / 1633".
Este retrato está entre los más documentados de los trabajos de Rembrandt. Era propiedad del hijo de los retratados Cornelis Jansz Rijcksen a su muerte en noviembre de 1659, y aparece en dos ventas en Ámsterdam: la venta de la colección de Jan Gildemeester en junio de 1800 a Pieter de Smeth, y cuando fue vendido otra vez en agosto de 1810. Fue importado a Inglaterra y vendido en Christie's en Londres en 1811 al Príncipe Regente (futuro rey Jorge IV) y desde entonces permanece en la Colección Real.

El óleo sobre tela tiene unas dimensiones de 113,8 cm por 169,8 cm pero probablemente fue recortado arriba: un aguafuerte temprano datado en 1800 muestra más espacio sobre las cabezas de los retratados.

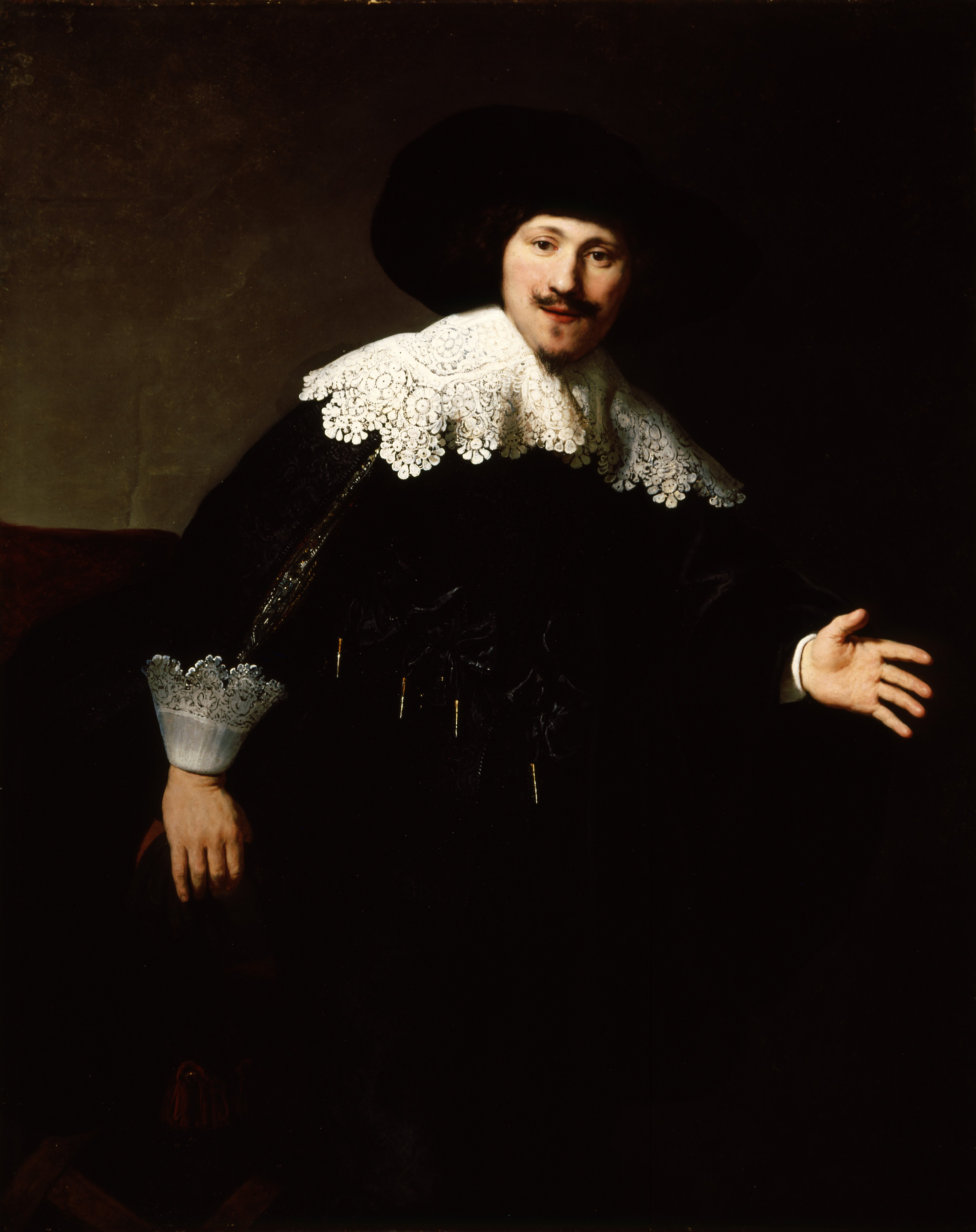
Rembrandt, Retrato de un hombre levantándose de la silla (1633), Taft Museum of Art.
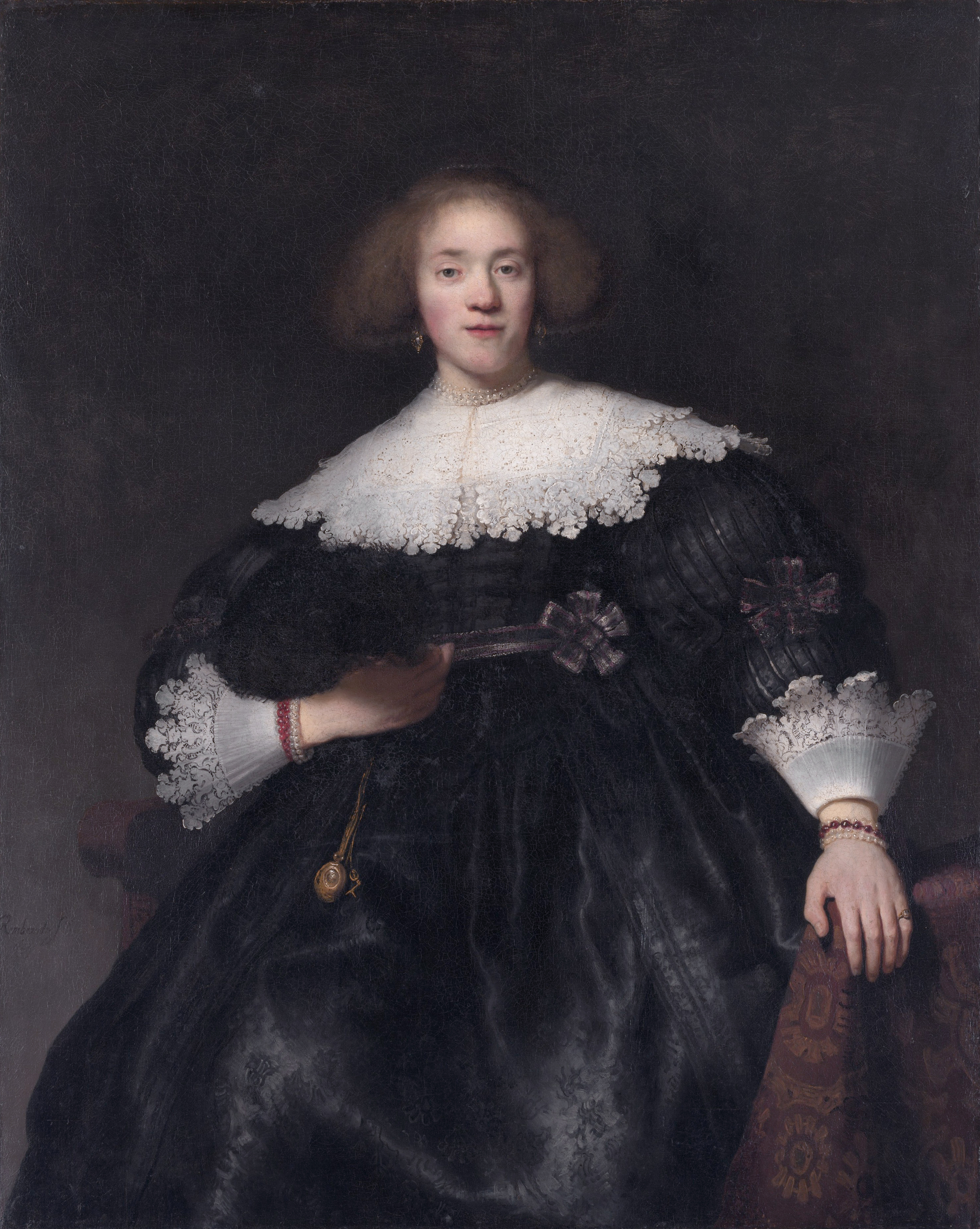
Rembrandt, Retrato de mujer joven con abanico (1633), Museo Metropolitano de Arte de Nueva York.